# 秃山白树
秃山白树（学名：Sinowilsonia henryi var. glabrescens）为金缕梅科山白树属下的一个变种。